# Neue Synagoge (Piatra Neamț)

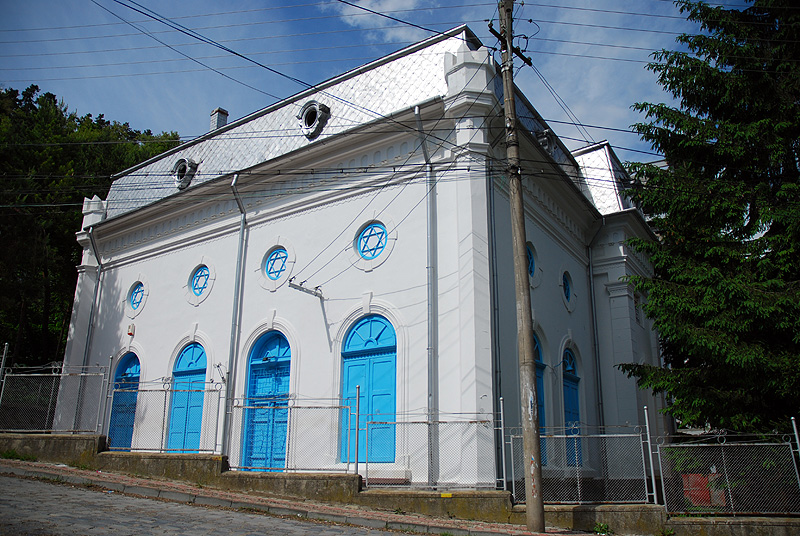
Neue Synagoge in Piatra Neamț

Die Neue Synagoge in Piatra Neamț, der Hauptstadt des Kreises Neamț in Rumänien, wurde 1839 errichtet und 1904 nach einem Brand wiederhergestellt. 
Die Synagoge der aschkenasischen Gemeinde wurde auch als Leipziger Tempel bezeichnet. 
Im Inneren sind außer an der Ostseite an drei Seiten Frauenemporen vorhanden. Die Ausstattung der Erbauungszeit mit Toraschrein ist erhalten geblieben.
Sie ist deshalb als „Neue Synagoge“ bekannt, weil es in Piatra Neamț eine aus dem Jahr 1766 stammende Holzsynagoge gibt.